# Rifat
Rifat (hebr. ריפת) – postać starotestamentowa z Księgi Rodzaju, syn Gomera (Rdz 10,3). W 1 Księdze Kronik (1 Krn 1,6) jego imię zapisano w formie Difat (דיפת).
Przez Józefa Flawiusza uważany był za praojca mieszkańców Paflagonii. Jego imię łączono ze wzmiankowanymi w źródłach starożytnych Górami Ryfejskimi, August Wilhelm Knobel wywodził od niego genealogię Celtów. W XVI i XVII-wiecznych źródłach ruskich (m.in. w Latopisie Hustyńskim) Rifat wymieniany jest jako przodek Słowian zachodnich i południowych lub ogólnie wszystkich ludów słowiańskich.